# توپولا (روستا)
توپولا (به صربی: Topola) یک منطقهٔ مسکونی در صربستان است که در توپولا واقع شده‌است. توپولا ۱٬۳۶۳ نفر جمعیت دارد.